# 霜田正浩
霜田 正浩（しもだ まさひろ、1967年2月10日 - ）は、東京都豊島区出身の元サッカー選手、サッカー指導者。

## 来歴
東京都立高島高等学校卒業後、ブラジルへ留学、サントスFCなどクラブを渡り歩き経験を積む。サントスでは三浦知良やセザール・サンパイオと親交を築いた。帰国後は日本サッカーリーグのフジタ工業（現：湘南ベルマーレ）や京都紫光クラブ（現：京都サンガF.C. ) に所属し、横河電機を最後に27歳で現役引退。
引退後は、大塚FCヴォルティス徳島でコーチを、古巣となる京都では下部組織の監督や強化担当を務めた。1999年にはクロアチア・ザグレブからJリーグに戻る三浦を京都に引き入れている。
2001年からはFC東京で強化部として主に外国籍選手獲得に尽力。2004年にはマウロ・シルバを通じてスペイン遠征（ファン・アクーニャ杯参加）を主導した。また、同年にJFA 公認S級コーチのライセンスを取得した。2006年にはヘッドコーチに就任するも、監督のアレッシャンドレ・ガーロと共にシーズン途中に退任した。
2006年11月より当時関東リーグ1部所属だった横浜スポーツ&カルチャークラブ (Y.S.C.C.) の監督に就任（同年末退任）、2007年よりジェフユナイテッド市原・千葉でヘッドコーチなどを務めた。
2009年、FC東京在籍時から懇意である原博実から日本サッカー協会（JFA）入りを請われる。千葉との契約は残っており「（現場で）指導をやりたい気持ちは強かった」が、「原さんの期待に応えたい」と受任。2010年より技術委員となり、原の右腕として 日本代表監督選定及び交渉に奔走し、アルベルト・ザッケローニとの契約にこぎつけた。ザッケローニ体制下では主に対戦国のスカウティングを担い、相手選手や アウェーの環境 の情報収集のため、各国を遍歴した。2013年には2016年オリンピックを目指す日本代表 の監督を務めた。2014年より手倉森誠が監督に就いたため、霜田は同代表のコーチを務めている。また、ザッケローニの後任であるハビエル・アギーレについても招聘の中心となった。同年9月、継続的強化を進めるべく原の後任としてJFA技術委員長（強化担当）に就任。各世代別代表の一貫的指導体制構築・整備に尽力した。
2015年2月、アギーレの解任に伴い、自身の更迭を含めた処分を提議するも、留任に全会一致での支持を得たことから、給与を自主返納し 自身3度目となる新代表監督の招聘に当たった。
2016年3月からの田嶋幸三JFA新会長による技術委員会の再編によって委員長を降り、技術委員として代表チーム強化に特化した役割を担う ナショナルチームダイレクターに就いた（事実上の降格人事）。後任の西野朗技術委員長は霜田のこれまでの職務を尊重する意向を示していたが、霜田としては、自身と西野の役職が重複することにより 技術委員長と代表監督が直接コミュニケーションできにくい体制となってしまうことを憂慮。同年11月に日本代表の試合日程に余裕が出来た機を見計らい、JFAへ辞意を申し出、退任が決まった。
2017年7月、ベルギー・プロ・リーグのシント＝トロイデンVVコーチに就任、リザーブチームを担当していた。
2017年11月24日、2018年シーズンからレノファ山口FCの監督に就任することが発表された。シーズン初年度は攻撃的なチームスタイルが機能し一時はリーグ首位に立つなど躍進を見せたがシーズン終了時点で8位にとどまり、2年目は15位、3年目は最下位に沈み、2020年シーズン限りで契約満了によりレノファ山口FCの監督を退任した。
2021年2月25日、ベトナム・サイゴンFCの監督に就任したことが報じられた。3月30日、指揮した3試合3連敗となり解任となった。
2021年6月7日、成績不振で解任された岩瀬健の後任として大宮アルディージャの監督に就任することが発表された。同年6月13日の栃木SC戦より指揮を取り、最終節で辛うじてJ2残留を決めた。2022年シーズンも引き続き指揮を取る が、2022年5月26日、20位と低迷した第18節終了後、成績不振で解任となった。
2022年12月5日、2023年シーズンから松本山雅FCの監督を務める事が発表された。2024年12月12日、契約満了に伴い、退任が発表された。。

## エピソード
- 英語、ポルトガル語、フランス語に堪能[27]。スペイン語、イタリア語も簡単な会話程度ならば可能[45]。
- 自身が招聘したヴァイッド・ハリルホジッチ日本代表監督とは、現場担当で無いにもかかわらず試合中のベンチ入りを求められるなど[46] 強い絆で結ばれており[31]、同監督にとっては日本における最大の理解者の一人[27]。

## 所属クラブ
- 1979年 - 1981年 豊島区立池袋中学校[47]
- 1982年 - 1984年 東京都立高島高等学校[47]
- 1985年 - 1987年 ブラジル留学 (サントスFC、SEパルメイラス、マリーリアAC、アメリカFCなど)[3]
- 1988年 - 1989年  フジタ工業[3]
- 1990年 - 1992年  京都紫光クラブ[3]
- 1993年  横河電機[3]

## 指導歴
- 1994年 - 1996年  大塚製薬サッカー部 / 大塚FCヴォルティス徳島 トップチームコーチ[3]
- 1997年 - 2000年  京都パープルサンガ
  - 1997年 ユース 監督[3][11]
  - 1998年 ジュニアユース 監督[3]
  - 1999年 - 2000年 強化部 部長補佐[11]
- 2001年 - 2006年8月  FC東京
  - 2001年 - 2005年 強化部 部長代理[11]
  - 2006年 トップチームヘッドコーチ[11]
- 2006年10月 - 同年11月 コーチ留学 (ポルトガル、スペイン)
- 2006年11月 - 同年12月 横浜スポーツ&カルチャークラブ 監督[11]
- 2007年 - 2008年  ジェフユナイテッド市原・千葉
  - 2007年 トップチームコーチ 兼 リザーブズコーチ[11]
  - 2008年2月 - 同年9月 トップチームヘッドコーチ[11]
  - 2008年9月 - 同年12月 リザーブズヘッドコーチ[11]
- 2009年 - 2016年  日本サッカー協会
  - 2009年 代表チーム部総務
  - 2010年10月 - 2014年 技術委員/テクニカルコーディネーター
  - 2012年 - 強化部会 会員(兼務)
  - 2014年9月 - 2016年3月 技術委員長 (強化担当)[19] / テクニカルダイレクター
  - 2013年 U-20日本代表 監督[14] (東アジア大会 3位)
  - 2014年 U-21日本代表 コーチ (U-22アジアカップ ベスト8)
  - 2016年3月 技術委員/ナショナルチームダイレクター
- 2015年3月 -  （公社）日本プロサッカーリーグ 理事 (兼務)[48]
- 2017年8月 - 12月　　シント＝トロイデンVV コーチ
- 2018年 - 2020年  レノファ山口FC 監督
- 2021年2月 - 同年3月  サイゴンFC 監督
- 2021年6月 - 2022年5月  大宮アルディージャ 監督
- 2023年 -  松本山雅FC 監督

## 監督成績
| 年度         | クラブ       | リーグ  | リーグ戦 | リーグ戦 | リーグ戦 | リーグ戦 | リーグ戦 | リーグ戦 | カップ戦 | 天皇杯   |
| 年度         | クラブ       | リーグ  | 順位     | 勝点     | 試合数   | 勝       | 分       | 敗       | カップ戦 | 天皇杯   |
| ------------ | ------------ | ------- | -------- | -------- | -------- | -------- | -------- | -------- | -------- | -------- |
| 2006年       | Y.S.C.C.横浜 | 関東1部 | 優勝     | 24       | 14       | 7        | 3        | 4        | -        | 地域予選 |
| 2018         | 山口         | J2      | 8位      | 61       | 42       | 16       | 13       | 13       | -        | 3回戦    |
| 2019         | 山口         | J2      | 15位     | 47       | 42       | 13       | 8        | 12       | -        | 3回戦    |
| 2020         | 山口         | J2      | 22位     | 33       | 42       | 9        | 6        | 27       | -        | -        |
| 2021         | 大宮         | J2      | 16位     | 42       | 42       | 9        | 15       | 18       | -        | 2回戦    |
| 2022         | 大宮         | J2      | -        | -        | 18       | 3        | 5        | 10       | -        | -        |
| 2023         | 松本         | J3      | 9位      | 54       | 38       | 15       | 9        | 14       | -        | 地域予選 |
| 2024         | 松本         | J3      |          |          |          |          |          |          |          |          |
| リーグ別成績 | J2           | J2      | -        | -        | 186      | 50       | 47       | 80       | -        | -        |
| リーグ別成績 | J3           | J3      | -        | -        | 38       | 15       | 9        | 14       | -        | -        |

＊2020年シーズンは感染症流行のため天皇杯は中止。
＊2022年シーズンは18節まで指揮。そのため、天皇杯での指揮はしていない。